# Crespell

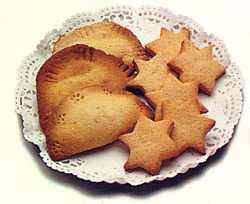
Rubioles (izquierda) y crespells (derecha) en un plato.

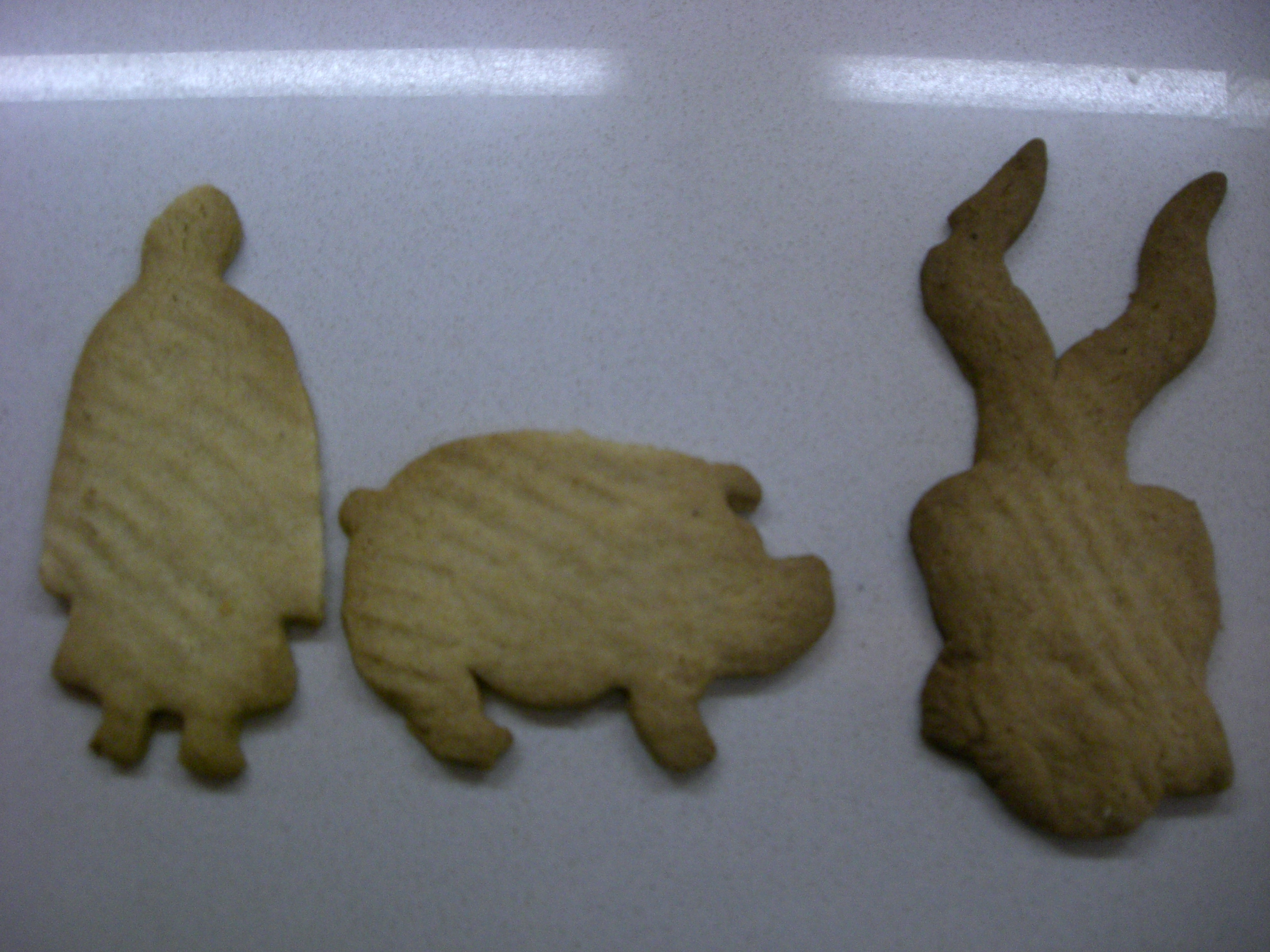
Versión manacorense: los señoritos, con motivo de la fiesta de San Antonio.

El crespell es una pasta dulce típica de la isla española de Mallorca que suele comerse tradicionalmente por pascua. Suelen medir aproximadamente un centímetro de grosor y su forma depende del molde usado, pero normalmente abundan las figuras de estrellas, corazones, peces u otras figuras de animales. Se cree que son de origen judío y que la forma más típica, la de flor de seis pétalos, en realidad consistiría en la estrella típica judeomusulmana, formada por dos triángulos superpuestos. Se elaboran con harina, manteca, aceite de oliva, yema de huevo, azúcar, piel de limón rallado y agua, aunque algunas veces también se le pone zumo de naranja o leche. Con estos ingredientes se hace una masa a la que se le da la forma y luego se cuece al horno a media fuerza. En Manacor y otros pueblos del Levante, existe una variedad de grosor más fino llamada senyorets (señoritos, en idioma catalán), debido a la forma humana que presentan algunos de sus moldes, mientras que en el municipio de Inca se les conoce como estrellitas. Originalmente se elaboraban el 3 de febrero, San Blas, aunque hoy en día se elaboran en cualquier época del año.